# Nationales Olympisches Komitee von Katar
Das  Nationale Olympisches Komitee von Katar (arabisch اللجنة الأولمبية القطرية al-Ladschna al-ulimbiyya al-qatariyya, DMG al-Laǧna al-ūlimbiyya al-qaṭariyya) ist das Nationale Olympische Komitee Katars. Es wurde 1979 begründet und noch im selben Jahr zum 1. Januar 1980 vom Internationalen Olympischen Komitee anerkannt.